# Pitztal-Gletscher Trail-Maniak
Pitztal-Gletscher Trail-Maniak war ein Ultramarathon in Österreich mit Start und Ziel in Mandarfen. Der Lauf wurde 2013 und 2014 ausgetragen und findet seit 2015 als Pitz Alpine Glacier Trail statt. Die Version P100 - Salomon Ultra ist mit einer Streckenlänge von rund 100 Kilometern und rund ca. 6700 Höhenmetern der höchste Ultramarathon in den Alpen und zählt zu den anspruchsvollsten in Europa.

## Strecke
Start und Ziel ist der auf 1675 m liegende Ort Mandarfen, Pitztal in Tirol. Die gesamte Route verläuft mit wenigen Ausnahmen auf bestehenden Naturwegen. Dabei hat man auch einen Blick auf die Wildspitze. Auch Gletscher- bzw. Schneepassagen sind dabei zu überqueren. Höchsten Punkt stellt die Überquerung des Mittagskogel auf 3100 m ü. A. dar.

### Alternative Strecke
Es besteht auch die Möglichkeit, die Strecke verkürzt zu bestreiten:
- P85 - Pitztaler Gletscher Ultra: 85 km mit ca. 5800 Höhenmeter
- P60 - LASPORTIVA SESSANTA, MITTELBERGLESEE: 60 km mit ca. 4000 Höhenmeter
- P45 - Glacier Adventure Trailmarathon: 42 km mit ca. 3000 Höhenmeter
- P45 - Rifflsee presented by Trailrunning Szene: 42 km mit ca. 2450 Höhenmeter
- P30: 26 km mit ca. 1600 Höhenmeter
- P15: 15 km mit ca. 850 Höhenmeter

## Statistik
Aufgrund von Streckenanpassungen sind die Zeiten nur bedingt miteinander vergleichbar.

### Siegerlisten

#### P100 - Salomon Ultra (bis 2014 Trail-Maniak 95 K)
| Jahr | Männer             | Zeit     | Frauen           | Zeit     |
| ---- | ------------------ | -------- | ---------------- | -------- |
| 2015 | Petru Muntenasu    | 17:46:07 |                  |          |
| 2014 | Stefan Pointner    | 13:42:21 | Ulrike Striednig | 18:30:50 |
| 2013 | Matthias Dippacher | 15:33:16 | Katja Pachler    | 23:43:09 |

#### Trail-Maniak 42 K
| Jahr | Männer           | Zeit    | Frauen            | Zeit    |
| ---- | ---------------- | ------- | ----------------- | ------- |
| 2015 | Lorenz Köhl      | 5:58:24 | Marie Rouire      | 9:52:15 |
| 2014 | Alexander Gstier | 5:58:24 | Maria Koller      | 7:18:15 |
| 2013 | Terje Sandness   | 6:03:00 | Ildiko Wermescher | 5:06:47 |

#### P15 - Trail Run (bis 2014 Trail-Maniak 13 K)
| Jahr | Männer                | Zeit    | Frauen         | Zeit    |
| ---- | --------------------- | ------- | -------------- | ------- |
| 2015 | Helmut Walser         | 1:38:33 | Marina Kiss    | 1:56:24 |
| 2014 | Benedikt Rosensteiner | 1:39:50 | Anna Outratova | 3:24:08 |
| 2013 | Alexander Gstir       | 0:58:37 | Sabine Noll    | 1:18:40 |

### Anzahl Finisher 2015
- P100: 4
- P42: 31
- P15: 30

## Sonstiges
Für eine Teilnahme am Ultra-Trail Du Mont-Blanc werden für die 100-km-Strecke fünf Punkte angerechnet.
Abhängig von der gewählten Distanz ist eine jeweils spezifierte Pflichtausrüstung mitzuführen. Etwa:
- wasserdichte Jacke
- Mobiltelefon
- Notverband
- Verpflegung
- Stirnlampe